# Baptized in Blood
Baptized in Blood je kanadski melodični thrash metal sastav iz Londona, Ontario.

## Povijest sastava
Osnovan je 2004. godine, te je nazvan prema istoimenoj pjesmi sastava Death s njihova albuma Scream Bloody Gore. Nakon dema Destroy All Humans iz 2005., iduće godine objavljuju EP Baptized in Blood. Godine 2009. samostalno izdaju svoj prvi studijski album Gutterbound. U prosincu iste godine potpisuju za izdavačku kuću Roadrunner Records, te im menađer postaje Dave Mustaine, frontmen thrash metal velikana Megadeth. Godine 2010. objavljuju svoj drugi studijski album nazvan Baptized in Blood, a iduće nastupaju na Download festivalu u Velikoj Britaniji.

## Članovi sastava
Trenutačna postava
- Matthew Harris - bas-gitara
- Steve Bolognese - bubnjevi
- Nick Bertelsen - gitara
- Josh Torrance - gitara, prateći vokal
- Johl Fendley - vokal

Bivši članovi
- Brad Nassar - bas-gitara
- Jason Longo - bubnjevi
- Jay Westman - bubnjevi
- Travis Sharrow - bubnjevi
- Alex Johnston - bubnjevi, vokal
- Mike Spero - gitara
- Adam Trakinskas - vokal

## Diskografija
Studijski albumi
- Gutterbound (2009.)
- Baptized in Blood (2010.)

EP
- Baptized in Blood (2006.)

## Vanjske poveznice
- Službena stranica  Arhivirana inačica izvorne stranice od 15. lipnja 2011. (Wayback Machine)